# Burundi ai Giochi olimpici
Il Burundi ha partecipato per la prima volta ai Giochi olimpici nel 1996.
Gli atleti burundesi hanno vinto complessivamente due medaglie ai Giochi olimpici estivi e non hanno mai partecipato ai Giochi olimpici invernali.
Il Comitato Olimpico Nazionale Burundese, creato nel 1990, venne riconosciuto dal CIO nel 1993.

## Medaglieri

### Medaglie alle Olimpiadi estive
| Giochi       | Oro | Argento | Bronzo | Totale |
| ------------ | --- | ------- | ------ | ------ |
| Atlanta 1996 | 1   | 0       | 0      | 1      |
| Sydney 2000  | 0   | 0       | 0      | 0      |
| Atene 2004   | 0   | 0       | 0      | 0      |
| Pechino 2008 | 0   | 0       | 0      | 0      |
| Londra 2012  | 0   | 0       | 0      | 0      |
| Rio 2016     | 0   | 1       | 0      | 1      |
| Tokyo 2020   | 0   | 0       | 0      | 0      |
| Parigi 2024  | 0   | 0       | 0      | 0      |
| Totale       | 1   | 1       | 0      | 2      |

### Medagliati
| Medaglia | Atleta             | Edizione     | Sport            | Evento            |
| -------- | ------------------ | ------------ | ---------------- | ----------------- |
| Oro      | Vénuste Niyongabo  | Atlanta 1996 | Atletica leggera | 5000 metri uomini |
| Argento  | Francine Niyonsaba | Rio 2016     | Atletica leggera | 800 metri donne   |